# 新食品原料
新食品原料（英語：novel food）也叫新资源食品、新穎性食品，指的是没有显著的食用历史，或采用以前未用于食品的新方法生产的食品。这类食品一般可以在普通食品内使用，但经常有限量，也需要在配料表中注明。中国、欧盟、加拿大都有这类概念。例如：
- 人参传统上在中国不属于食品。栽培人参（五年以下）在中国是2012年批准的新资源食品，由此大幅度放宽人参的使用。[1]蛹虫草、辣木叶、菊粉、植物乳杆菌在中国也是新资源食品，截至2023年12月共149种。[2]另外一些中药材是通过“药食同源”（官方叫“按照传统既是食物又是中药材”）名单放开使用；也有一些其他原来作为新资源食品的物质之后“发现”有食用历史，从而成为普通食物原料。[3]
- 欧盟的新食品原料包括在欧洲没有食用历史但在欧洲之外有的原料，例如猴面包树的果实。但是申请过程可以引用其他地区的传统食用历史从而简化。[4][5]其他的新食品原料包含加入酸奶的植物甾醇提取物。[6][7]
- 加拿大的新食品原料规则包含转基因食品。[8]中国和欧盟则是另有法规。[9]

## 外链
维基共享资源上的相關多媒體資源：新食品原料
- EU 2013 revision of regs （页面存档备份，存于）

Category:European Union food law